# 多拉蒂·安塔尔
多拉蒂·安塔尔，KBE（1906年4月9日—1988年11月13日），美籍匈牙利裔指挥家、作曲家。
多拉蒂出生于布达佩斯的一个犹太裔家庭，父亲多伊奇·尚多尔（Deutsch Sándor）是布达佩斯爱乐乐团的小提琴手，母亲孔瓦尔德·玛吉特（Kunwald Margit）是钢琴老师。
多拉蒂14岁即入读李斯特音乐学院，师从柯达伊·佐尔坦、魏纳·莱奥、巴托克·贝洛、多赫南伊·埃尔诺等人。
1924年，多拉蒂首次在匈牙利国家歌剧院登台指挥，担任声乐指导至1928年。在德累斯顿国家管弦乐团担任弗里茨·布施的助理（1924－1928年）之后，多拉蒂成为明斯特歌剧院首席指挥（1928－1933年），1933年纳粹上台后移民法国，1939年移民美国。多拉蒂在诸多知名音乐团体担任过首席指挥，包括：
- 蒙特卡洛俄罗斯芭蕾舞团（1937－1941年）
- 美国芭蕾舞剧团（英语：American Ballet Theatre）（1941－1945年）
- 达拉斯交响乐团（英语：Dallas Symphony Orchestra）（1945－1948年）
- 明尼苏达管弦乐团（1949－1960年）
- BBC交响乐团（1963－1966年）
- 斯德哥尔摩皇家爱乐乐团（瑞典语：Kungliga Filharmoniska Orkestern）（1966－1974年）
- 美国国家交响乐团（1970－1977年）
- 皇家爱乐乐团（1975－1979年）
- 底特律交响乐团（1977－1981年）

多拉蒂的妻子是奥地利钢琴家伊尔莎·冯·阿尔彭海姆。1988年，多拉蒂于瑞士格岑塞逝世，享年82岁。

## 作品節選

### 商業錄音
- Philharmonia Hungarica. Joseph Haydn: The Symphonies.
  -  (CD). London: The Decca Record Co. Ltd. 1991. Barcode 028942590021.
  -  (CD). London: The Decca Record Co. Ltd. 1991. Barcode 028942590526.
  -  (CD). London: The Decca Record Co. Ltd. 1991. Barcode 028942591028.
  -  (CD). London: The Decca Record Co. Ltd. 1991. Barcode 028942591523.
  -  (CD). London: The Decca Record Co. Ltd. 1991. Barcode 028942592025.
  -  (CD). London: The Decca Record Co. Ltd. 1991. Barcode 028942592520.
  -  (CD). London: The Decca Record Co. Ltd. 1991. Barcode 028942593022.
  -  (CD). London: The Decca Record Co. Ltd. 1991. Barcode 028942593527.